# 23176 Міссакарвелл
23176 Міссакарвелл (23176 Missacarvell) — астероїд головного поясу, відкритий 7 травня 2000 року.
Тіссеранів параметр щодо Юпітера — 3,357.